# 大曼徹斯特聯合管理局
大曼徹斯特聯合管理局（英語：Combined authorities and combined county authorities，縮寫為）是英國大曼徹斯特地區的聯合管理局，管轄範圍包括整個大曼徹斯特的10個都會自治市。
此局成立於2011年4月1日，由11名成員組成：由一個直選產生的大曼徹斯特市長領導，而其餘10名成員是各個都會自治市議會的代表議員（通常由該議會領袖或直選市長出任），由間接選舉產生。該局的大部分權力來源於《2000年地方政府法令》和《2009年地方民主、經濟發展與建設法令》，並取代了各種單一職能的聯合委員會和準政府組織，自1986年大曼徹斯特郡議會被廢除以來，這是再為大曼徹斯特地區成立正式的行政機構。
大曼徹斯特聯合管理局的規劃政策由大曼徹斯特地方當局協會在2000年代制定於《大曼徹斯特策略》中。該局被定型為一個策略性管理機構，擁有公共交通、技能培訓、房屋、市區更新、廢物管理、碳中和以及規劃許可方面的權力。功能性執行機構如大曼徹斯特運輸局負責提供上述公共服務及設施管理。該局會從其十名執行委員中選出主席和副主席。與公共交通、經濟發展和再生相關的合理成本（包括任何啟動成本）由其構成的各議會承擔。這些成本由直接政府撥款資助，並作為一個預算機構，從地方市政稅中分配部分資金給構成議會。

## 組織

### 內閣
大曼徹斯特聯合管理局由11名成員組成，當中包括大曼徹斯特市長及由轄下十個地方議會各自委任的一位成員；每個議會亦須委任一名候補成員，以備正選成員缺席之時代為出席。一旦相關議員或直選市長不再任職，其聯合管理局成員身份亦隨即終止。市長為該局的當然主席，而來自第二及第三大政黨的代表（如有）將自動擔任副主席。

#### 成員
| 職務                                                     | 成員 | 任期                             |                    |
| -------------------------------------------------------- | ---- | -------------------------------- | ------------------ |
| 大曼徹斯特市長 政策及改革事務主管 運輸及健康生活政策主管 |      | 貝安德 閣下                      | 2017年5月8日至今   |
| 大曼徹斯特副市長 房屋優先政策主管                        |      | 保羅·鄧耐特 沙福特市長           | 2021年12月8日至今  |
| 警察及犯罪事務副市長                                     |      | 凱特·格林 OBE，JP                | 2023年9月1日至今   |
| 經濟、商業及包容性增長政策主管                           |      | 貝弗·克雷格 曼徹斯特市議會領袖   | 2021年12月1日至今  |
| 綠色城市區域及廢物政策主管                               |      | 湯姆·羅斯 脫福區議會領袖         | 2023年1月4日至今   |
| 資源及投資政策主管                                       |      | 戴維·莫利紐克斯 韋根區議會領袖   | 2018年5月23日至今  |
| 技術教育和技能及潔淨空氣政策主管                         |      | 伊蒙·奧布萊恩 貝利區議會領袖     | 2020年5月20日至今  |
| 兒童及青年政策主管                                       |      | 馬克·羅伯茨 史托港區議會領袖     | 2020年5月20日至今  |
| 平等及社區政策主管                                       |      | 阿魯茲·沙阿 奧咸議會領袖         | 2023年5月8日至今   |
| 文化政策主管                                             |      | 尼爾·埃莫特 羅慈地區議會領袖     | 2023年5月8日至今   |
| 數碼城市區域政策主管                                     |      | 尼克·皮爾 保頓區議會領袖         | 2023年5月16日至今  |
| 退休金及退休基金投資主管                                 |      | 埃莉諾·威爾斯 塔姆賽德區議會領袖 | 2024年10月24日至今 |

#### 決策程序
絕大多數於局內提出之議案，均以簡單多數票決行之，如票數相同則視為否決。每名成員均擁有一票表決權，而主席並不擁有決定性的一票。然而，若涉及以下議題，則須獲至少8票支持方可通過：
- 通過《大曼徹斯特策略》
- 批准由大曼徹斯特運輸基金資助的新項目
- 批准地區經濟評估報告
- 通過聯合管理局的年度預算
- 批准借貸上限、財政管理策略、投資策略及資本預算
- 設定交通徵費
- 接納轉授予聯合管理局之任何法定職能與相關預算
- 修改聯合管理局的議事規則；
- 批准市長的運輸政策；
- 批准市長的地區運輸計劃；
- 其他由聯合管理局決定之計劃或策略。

若議題涉及道路使用者收費，則須全體11名成員一致贊成方可通過。

### 運輸局
大曼徹斯特運輸局（英語：Transport for Greater Manchester，簡稱）是該局轄下負責執行公共交通政策的機構，為區內運輸服務及基礎建設的主管機關。其職責涵蓋營運包括曼徹斯特輕鐵、受資助巴士及鐵路服務，以及交通與環境規劃等範疇。
運輸局承接前大曼徹斯特乘客運輸署的相關職能，並整合原本獨立運作的運輸政策組、大曼徹斯特聯合運輸小組等部門。該機構的工作受「蜜蜂網絡委員會」監督。

## 資料來源
1. ↑  .   [2024-05-27]. （原始内容存档于2024-02-27）.
2. ↑  .   [2024-05-27]. （原始内容存档于2024-08-01）.
3. 1 2 3  Association of Greater Manchester Authorities.  (PDF). agma.gov.uk. March 2010  [30 March 2010]. （原始内容 (PDF)存档于16 December 2010）.